# Станіслав Кішка (1584—1626)
Станісла́в Кі́шка (пол. Stanisław Kiszka; бл. 1584 — 13 лютого 1626) — литовський державний діяч, католицький архієрей, діяч Католицької Реформи. Єпископ Жмудський (1616—1626), референдарій великий литовський. Представник шляхетського роду Кішки гербу Домброва. Старший син жмудського старости Станіслава та Єлизавети Сапеги. Виховувався кальвіністом, навчався у Падуанському університеті. Одружився із Софією-Констанцією Зенович (1604). Несподівано перейшов із батьком в католицтво (1606), внаслідок чого його шлюб анулювали. Прийняв таїнство священства. Фундував церкву в Докшицях (1608). Висвячений в єпископи (26 листопада 1616). Також — Станіслав IV Кішка, Станіслав Жмудський, Станіслав Станіславович (пол. Stanisław Stanisławowicz).

## Сім'я
- Батько: Станіслав ІІІ Кішка, жмудський староста
- Мати: Єлизавета Сапега
- Брат: Миколай Кішка (1588—1644), підскарбій литовський